# Hypsibarbus wetmorei
Hypsibarbus wetmorei és una espècie de peix cipriniforme de la família dels ciprínids.

## Morfologia
Els mascles poden assolir els 25 cm de longitud total.

## Distribució geogràfica
Es troba a la península de Malaca, incloent-hi els rius Maeklong, Mekong i Chao Phraya.